# Sildekongefamilien
Fisk fra sildekongefamilien (latin Regalecidae) er store, meget aflange, pelagiske båndagtige fisk bestående af den lille familie Regalecidae.
 Fisk fra sildekongefamilien findes i alle tempererede til tropiske oceaner, men ses sjældent.
Sildekongefamilien indeholder fire arter i to slægter. En af disse, sildekongen (Regalecus glesne), er nævnt i Guinness Rekordbog som den længste nulevende benfisk, op til 11 meter i længde.

## Etymology and taxonomic history
Sildekongefamilien indeholder 3 arter i to slægter.
- Slægt Agrostichthys
  - Agrostichthys parkeri (Benham, 1904)
- Slægt Regalecus
  - Sildekonge, Regalecus glesne, dominerer i atlanterhavet og middelhavet. Ascanius, 1772
  - Pt (2024) ikke anerkendt som art: Regalecus kinoi, "dominerer" i den Californiske Bugt. Castro-Aguirre, Arvizu-Martinez & Alarcon-Gonzalez, 1991[4]
  - Tropisk sildekonge Regalecus russelii - dominerer i varmere dele af stillehavet. (Cuvier, 1816)[5]